# Brillant fer-de-lance
Heliodoxa jacula
Espèce
Répartition géographique
Statut de conservation UICN

 LC  : Préoccupation mineure
Statut CITES
Le Brillant fer-de-lance (Heliodoxa jacula) est une espèce de colibris (famille des Trochilidae).

## Description

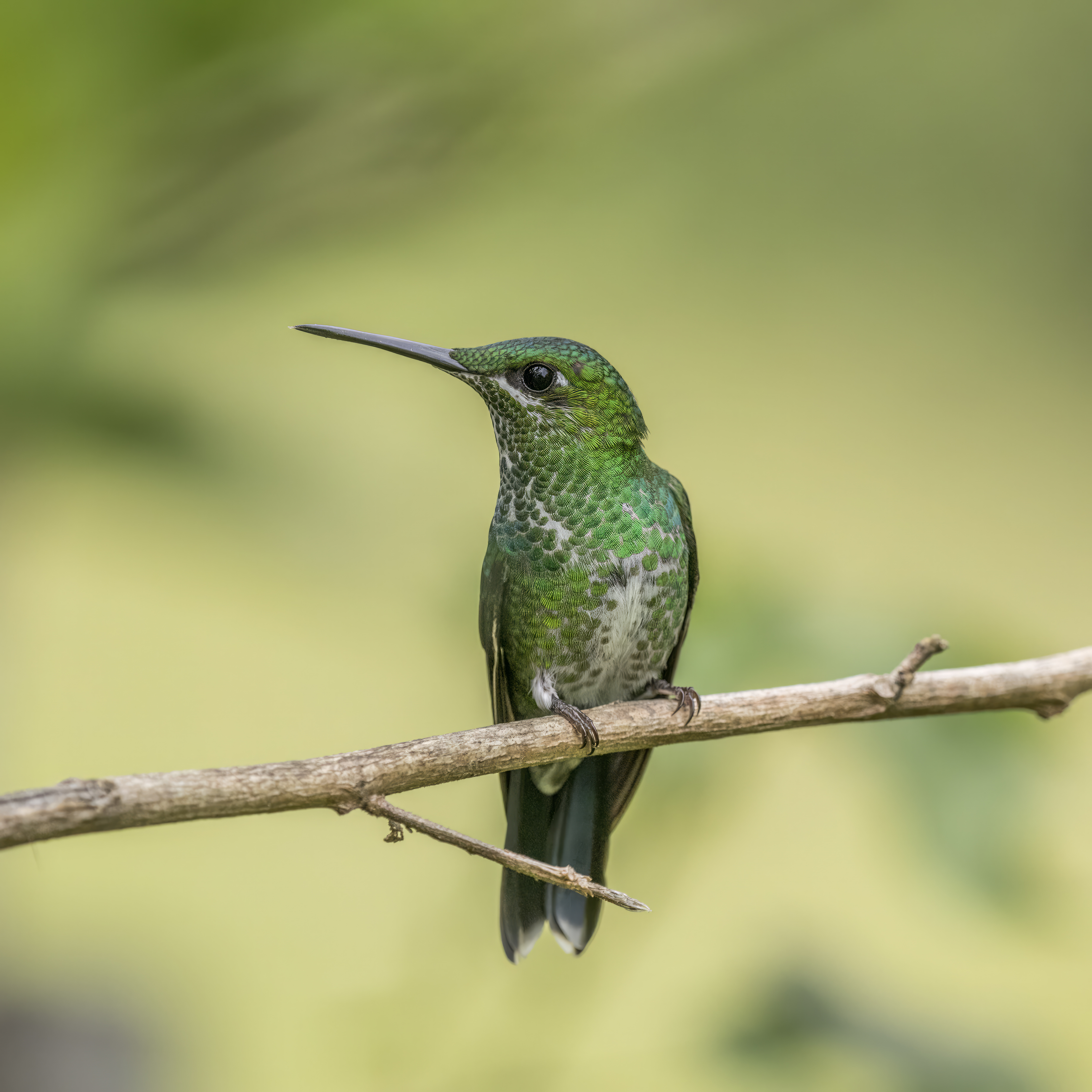
Une brillant fer-de-lance femelle, à Panama. Mai 2019.

Cet oiseau mesure environ 12 cm de longueur. Il possède un bec droit et un plumage essentiellement vert avec une petite tache blanche derrière chaque œil. Il présente un dimorphisme sexuel. Le mâle a une tache violette sur la gorge et une queue longue et profondément échancrée. La femelle a le dessous du corps pâle tacheté de vert, un trait blanc sous chaque œil et la queue nettement plus courte que celle du mâle avec l'extrémité blanche.

## Répartition
Cet oiseau est présent au Costa Rica, en Colombie, en Équateur, au Nicaragua et au Panama.

## Habitat
Ses habitats sont les forêts tropicales et subtropicales humides de basses altitudes et de montagne surtout entre 700 et 2 000 m d'altitude.

## Alimentation
Cet oiseau se nourrit de nectar de préférence en se perchant qu'en volant sur place comme de nombreuses espèces de colibris.

## Sous-espèces
D'après Alan P. Peterson, cette espèce est constituée des trois sous-espèces suivantes :
- Heliodoxa jacula henryi Lawrence, 1867 ;
- Heliodoxa jacula jacula Gould, 1850 ;
- Heliodoxa jacula jamersoni (Bourcier, 1851).

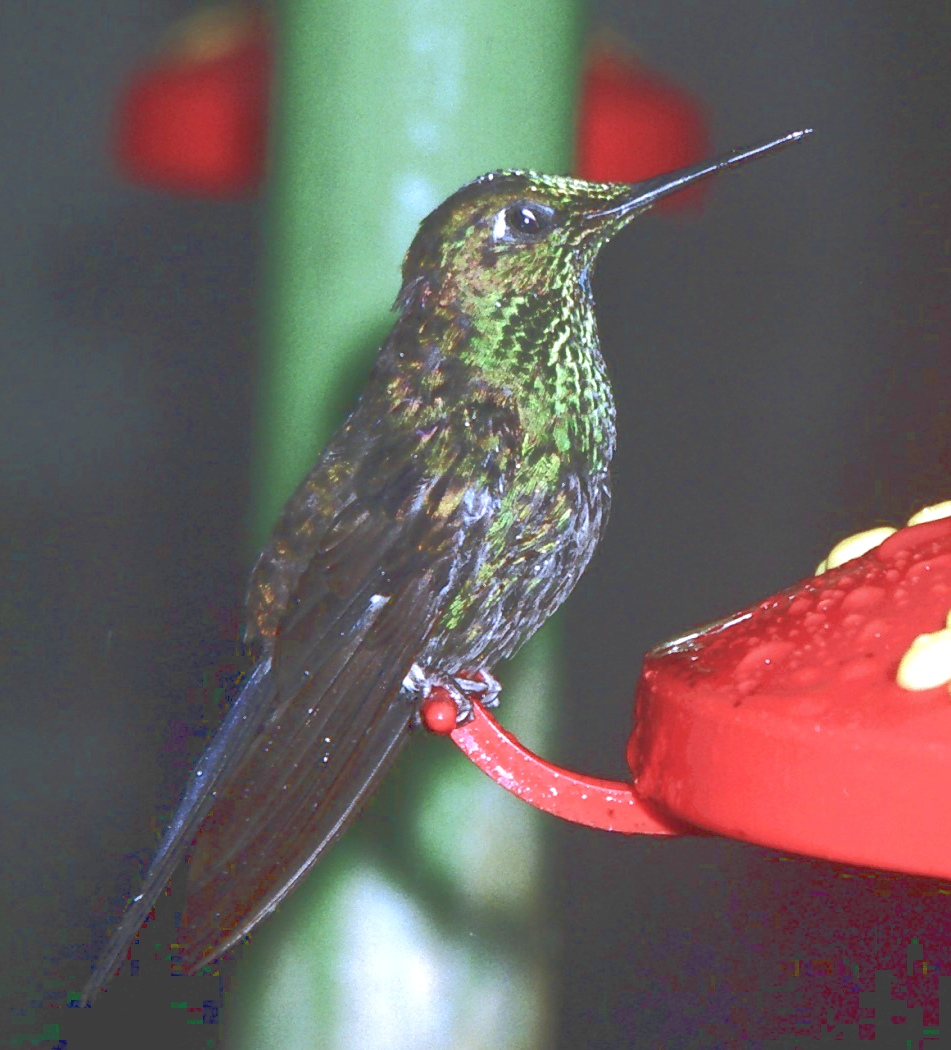
Un mâle